# El Aserradero
El Aserradero es una localidad de México perteneciente al municipio de Cuautepec de Hinojosa en el estado de Hidalgo.

## Geografía
La localidad le corresponden las coordenadas geográficas 19° 57’ 17.549” de latitud norte y 98° 19’ 35.871” de longitud oeste, con una altitud de 2616 m s. n. m. Se encuentra a una distancia aproximada de 9.08 kilómetros al sur de la cabecera municipal, Cuautepec de Hinojosa.
En cuanto a fisiografía se encuentra dentro de las provincia del Eje Neovolcánico, dentro de la subprovincia de Lagos y Volcanes de Anáhuac; su terreno es de llanura y lomerío. En lo que respecta a la hidrografía se encuentra posicionado en la región del río Panuco, dentro de la cuenca del río Moctezuma, en la subcuenca del río Metztitlán. Cuenta con un clima templado subhúmedo con lluvias en verano, de humedad media.

## Demografía
En 2020 registró una población de 732 personas, lo que corresponde al 1.21 % de la población municipal. De los cuales 342 son hombres y 390 son mujeres. Tiene 183 viviendas particulares habitadas.
| Gráfica de evolución demográfica de El Aserradero entre 1930 y 2020                          |
|                                                                                              |
| Población de los censos y conteos del Instituto Nacional de Estadística y Geografía (INEGI). |

## Economía
La localidad tiene un grado de marginación alto y un grado de rezago social bajo.